# مسجد معز الدولة
مسجد معز الدولة هو مسجد تاريخي يعود إلى عصر القاجاريون، ويقع في طهران.